# Письма с Иводзимы
«Письма с Иводзимы» (англ. Letters from Iwo Jima, яп. 硫黄島からの手紙 Ио: дзима кара но тэгами) — американский военный фильм 2006 года на японском языке, снятый режиссёром и сопродюсером Клинтом Иствудом, в главных ролях Кэн Ватанабэ и Кадзунари Ниномия. Фильм рассказывает о битве за Иводзиму с точки зрения японских солдат и является дополнением к фильму Иствуда Флаги наших отцов, в котором та же битва показана с американской точки зрения; оба фильма были сняты параллельно. Фильм почти полностью написан на японском языке с несколькими эпизодами на английском, несмотря на то, что он был спродюсирован американскими компаниями DreamWorks Pictures, Malpaso Productions и Amblin Entertainment.
Фильм был выпущен в Японии 9 декабря 2006 года и вышел в ограниченный прокат в США 20 декабря 2006 года, чтобы претендовать на 79-ю премию «Оскар», на которую он был номинирован в 4 номинациях, включая лучший фильм и лучший монтаж звука. Впоследствии, 12 января 2007 года, фильм был показан в большем количестве регионов США, а 19 января 2007 года — в большинстве штатов. Премьера англоязычной версии фильма в дубляже состоялась 7 апреля 2008 года. После выхода на экраны фильм получил положительные отзывы критиков, и хотя в прокате он собрал лишь немногим больше, чем его предшественник, он был гораздо успешнее по сравнению со своим бюджетом.

## Сюжет
В 2005 году японские археологи исследуя туннели на Иводзиме, находят что-то в грязи.
В 1944 году, в Иводзиме рядовой первого класса Сайго, пекарь-срочник, который скучает по жене и новорождённой дочери, роет окопы на берегу вместе со своим взводом, когда генерал-лейтенант Тадамити Курибаяси прибывает, чтобы принять командование гарнизоном. Он спасает Сайго от избиения капитаном Танидой за «непатриотичность» и приказывает гарнизону проложить подземные укрепления по всему острову.
Курибаяси и подполковник барон Такэити Ниси, знаменитый прыгун с трамплина, завоевавший золотую медаль Олимпийских игр, вступают в конфликт с другими офицерами, которые не согласны со стратегией Курибаяси по всесторонней защите. Курибаяси узнаёт, что Япония не может прислать подкрепление, и поэтому считает, что у туннелей и горных бункеров больше шансов продержаться, чем полностью полагаться на береговую оборону. Плохое питание и антисанитарные условия сказываются, и многие умирают от дизентерии. Прибывают новые солдаты, в том числе старший рядовой Симидзу, которого Сайго подозревает в том, что он шпион Кэмпэйтай, посланный доносить на нелояльных солдат.
Вскоре американские самолёты и военные корабли обстреливают остров. Несколько дней спустя морские пехотинцы США высаживаются на берег и несут тяжёлые потери, но преодолевают береговую оборону и атакуют гору Сурибати. Передавая сообщение от капитана Таниды полковнику Адати, Сайго подслушивает по радио приказ Курибаяси отступать; вместо этого Адати приказывает своему подразделению совершить благородное самоубийство. Многие солдаты подчиняются, за исключением Сайго и Симидзу, которые решают отступить и продолжать сражаться.
Выжившие на горе Сурибати пытаются скрыться за линией фронта, но морские пехотинцы устраивают засаду и убивают их. Сайго и Симидзу оказываются в безопасности, но лейтенант Ито обвиняет их в трусости. Их уже собираются казнить, когда прибывает Курибаяси и подтверждает свой приказ отступать. Вопреки приказу Курибаяси Ито возглавляет атаку на позиции США, в результате чего погибает много солдат. Подполковник Ниси делает выговор Ито за нарушение субординации; в ответ Ито уходит, захватив с собой несколько мин, и намеревается броситься под американский танк. Симидзу рассказывает Сайго, что его с позором уволили из Кэмпэйтай, потому что он не подчинился приказу убить собаку семьи. В конце концов Ниси ослеп от шрапнели и приказал своим людям отступить, прежде чем совершить самоубийство.
Сайго и Симидзу решают сдаться, но Симидзу и ещё одного солдата замечает офицер, которому приказывает расстреливать потенциальных дезертиров. Симидзу сбегает, и его находит патруль морской пехоты. Затем один из охранников незаконно казнит Симидзу и ещё одного японского заключённого. Сайго и оставшиеся солдаты бегут на позиции Курибаяси, которые плохо снабжаются. Сайго подружился с Курибаяси, и они планируют контратаку. Курибаяси приказывает Сайго остаться и уничтожить все важные документы, спасая ему жизнь в третий раз.
Той ночью Курибаяси возглавляет последнюю ночную атаку на лагерь морской пехоты. Большинство его людей убиты, а Курибаяси тяжело ранен, и его уводит его помощник, лейтенант Фудзита. Тем временем Ито уже давно отказался от своей самоубийственной миссии и был схвачен морскими пехотинцами. На следующее утро Курибаяси приказывает Фудзите обезглавить его с помощью своего син-гунто, но Фудзиту убивает снайпер морской пехоты. Прибывает Сайго, который перед уходом из штаб-квартиры спрятал пачку писем. Курибаяши просит Сайго похоронить его там, где его никто не найдёт, затем достает свой пистолет — M1911, подаренный ему в США перед войной, — и совершает самоубийство. Сайго послушно хоронит его.
Позже взвод морской пехоты находит тело Фудзиты. Сайго появляется снова и нападает на них, разъярённый тем, что американец забрал пистолет Курибаяси. Сайго усмиряют и доставляют на пляж, чтобы он пришёл в себя вместе с ранеными морскими пехотинцами. Проснувшись на носилках, он увидел заходящее солнце и улыбнулся.
Действие снова возвращается в 2005 год, археологи завершают раскопки и обнаруживают пакет с письмами, который закопал Сайго. Когда письма высыпаются из открытого пакета, слышны голоса японских солдат, которые их писали.

## В ролях
| Актёр             | Роль                |
| ----------------- | ------------------- |
| Кэн Ватанабэ      | генерал Курибаяси   |
| Кадзунари Ниномия | Сайго               |
| Цуёси Ихара       | барон Ниси          |
| Рё Касэ           | Симидзу             |
| Сидо Накамура     | лейтенант Ито       |
| Хироси Ватанабэ   | лейтенант Фудзита   |
| Такуми Бандо      | капитан Танида      |
| Юки Мацудзаки     | Нодзаки             |
| Эйдзиро Одзаки    | лейтенант Окубо     |
| Нобумаса Сакагами | адмирал Осуги       |
| Тоси Тода         | полковник Адати     |
| Кэн Кэнсэй        | генерал-майор Хаяси |
| Масаси Нагадои    | адмирал Итимару     |

## Съёмки
Фильм снимался на самой Иводзиме, а также в Исландии и Калифорнии.
В роли японского военного внедорожника снимался ГАЗ-69А.
В качестве самолёта, на котором прилетел на остров японский генерал Курибаяси, в съёмках был использован американский легкий военно-транспортный самолёт C-45F «Expeditor» фирмы Beech. По всей видимости, он должен был изображать японский транспортный самолёт Ki-56 фирмы Kawasaki.

## Награды и номинации
- 2007 — премия «Оскар» за лучший монтаж звука (Алан Роберт Мюррей, Баб Асман), а также три номинации: лучший фильм (Клинт Иствуд, Стивен Спилберг, Роберт Лоренц), лучший режиссёр (Клинт Иствуд), лучший оригинальный сценарий (Айрис Ямасита, Пол Хаггис)
- 2007 — премия «Золотой глобус» за лучший фильм на иностранном языке, а также номинация за лучшую режиссёрскую работу (Клинт Иствуд)
- 2007 — номинация на премию «Давид ди Донателло» за лучший иностранный фильм (Клинт Иствуд)
- 2007 — номинация на премию «Сатурн» за лучший фильм на иностранном языке
- 2006 — премия Национального совета кинокритиков США за лучший фильм